# Febvin-Palfart
Febvin-Palfart è un comune francese di 527 abitanti situato nel dipartimento del Passo di Calais nella regione dell'Alta Francia.

## Società

### Evoluzione demografica
Abitanti censiti